# 1830 en littérature
| Années de la littérature : 1827 - 1828 - 1829 - 1830 - 1831 - 1832 - 1833    |
| Décennies de la littérature : 1800 - 1810 - 1820 - 1830 - 1840 - 1850 - 1860 |

Cet article présente les faits marquants de l'année 1830 en littérature.

## Événements
- 1er janvier : premier numéro de la Literatournaïa gazeta, Gazette littéraire de Delwig (Russie).
- 5 janvier : Victor Hugo écrit à Montbel, ministre de l'Intérieur, pour protester contre le censeur Brifaut qui divulgue des extraits d'Hernani[1].
- 12 février : Brifaut et Sauvo, censeurs, signent une note accusant Victor Hugo de n'avoir pas accepté toutes les corrections prescrites pour Hernani.
- 13 février - 20 février : le baron Trouvé autorise Victor Hugo à maintenir dans son texte des expressions blâmées.
- 24 février : répétition générale d'Hernani.
- 25 février : Bataille d'Hernani. Représentation dans une atmosphère surchauffée de la pièce Hernani de Victor Hugo, qui devient le chef de file de l'engagement politique en France[1].

- 4 mars : début de la publication d'Hernani en feuilletons dans Le Cabinet de lecture (jusqu'au 4 avril).
- 9 mars : édition originale d'Hernani chez Mame.
- 12 mars : à la Porte-Saint-Martin, on joue une parodie d'Hernani, sous le titre : N, I, NI, ou le Danger des Castilles, présenté comme étant « un amphigouri romantique en cinq tableaux et en vers ».
- 16 mars : Brazier et Scaramouche font représenter une autre parodie d'Hernani, au Théâtre de la Gaîté : Oh ! qu'Nenni, ou le Mirliton fatal.
- 23 mars : au Théâtre du Vaudeville : Hernani, ou la Contrainte par cor, d'Auguste de Lauzanne. Au Théâtre des Variétés : « Hernali   imitation burlesque du drame du Théâtre-Français ».
- 7 avril : dans le Feuilleton des journaux politiques, Balzac attaque Hernani.
- 12 avril : l'éditeur Gosselin presse Victor Hugo de fournir Notre-Dame de Paris.
- 30 avril : premier numéro de Kranjska čbelica (L'Abeille Carnolienne), la première revue littéraire slovène.
- 7 mai, Paris : quittant la rue Notre-Dame-des-Champs, Victor Hugo s'installe au n° 9 de la rue Jean-Goujon.
- 10 mai : Honoré de Balzac fuyant ses créanciers s'installe au n° 1 de la rue Cassini. Il publie une partie de Sur Catherine de Médicis.
- 5 juin : l'éditeur Gosselin impose à Victor Hugo un nouveau contrat, draconien, pour Notre-Dame de Paris.
- 25 juillet : Victor Hugo commence à écrire Notre-Dame de Paris.
- 7 décembre : explications orales de Sainte-Beuve à Victor Hugo. Il lui avoue son amour pour Adèle[2].

- Fondation d’un Comité pour l’utilisation scientifique de la langue et de la littérature tchèque.

## Essais
- Février à juin : Benjamin Constant publie dans la Revue de Paris les « Souvenirs historiques à l'occasion de l'ouvrage de M. Bignon ».
- Juillet : quatrième tome de De la religion, de Benjamin Constant.

- Les Consolations, de Sainte-Beuve.
- Histoire du roi de Bohême et de ses sept châteaux, de Charles Nodier.
- Histoire de la civilisation en France, de Guizot.
- Hegel publie la troisième et dernière édition de l'Encyclopédie des sciences philosophiques.
- Cours de philosophie positive, d'Auguste Comte.

## Romans
- 28 janvier : Honoré de Balzac publie dans La Mode El Verdugo pour la première fois sous son nom de plume.
- 1er février : L'Aumône de Victor Hugo paraît en plaquette chez Périaux à Rouen. Vendu au profit exclusif des ouvriers chômeurs et pauvres de Normandie.
- 3 février : sous le titre : « Pour les pauvres ouvriers de Bapaume et de Decauville », publication de L'Aumône de Hugo dans Le Globe.
- 12 mars : Étude de femme, nouvelle d'Honoré de Balzac, publiée dans La Mode.
- Mars : Kernok le Pirate, d’Eugène Sue parait dans la revue la Mode.
- 10 avril : six nouvelles des Scènes de la vie privée de Balzac dont publiées chez Louis Mame.
- 7 juin : parution d'Adieu, nouvelle d'Honoré de Balzac.
- 18 octobre : L'Élixir de longue vie, nouvelle de la série des études philosophiques d'Honoré de Balzac.
- 13 novembre : Le Rouge et le Noir de Stendhal est l'œuvre majeure de l'année 1830, Stendhal devient le précurseur du romantisme français.
- 25 novembre : Honoré de Balzac fait paraître Sarrasine.

- La Maison du chat-qui-pelote  d’Honoré de Balzac inaugure la série des  Scènes de la vie privée de la section Études de mœurs de la Comédie humaine avec, la même année, la parution de trois nouvelles : Le Bal de Sceaux, La Bourse, La Vendetta et de trois romans : Gobseck, Une double famille, La Paix du ménage.
- Les Soirées du hameau, recueil de nouvelles de Nicolas Gogol dont la première fut publiée en 1830
- Récits de feu Ivan Pétrovitch Belkine de Pouchkine.

## Nouvelles
- George Sand : L'Histoire du rêveur.

## Théâtre
- Victor Hugo, Hernani,
- Alfred de Musset, La Nuit vénitienne (échec).

## Poésie
- Marceline Desbordes-Valmore : Poésies.
- 22 février : parution des Poésies de feu Charles Dovalle, avec une lettre-préface de Victor Hugo.

- « Les Amants de Montmorency » d'Alfred de Vigny[3]
- Jasmin : Lou tres de may.

## Principales naissances
- 17 décembre  :  Jules de Goncourt, écrivain français († 20 juin 1870).
- 18 octobre  : Helen Hunt Jackson, romancière américaine († 12 août 1885).
- 10 décembre : Emily Dickinson, poétesse américaine († 15 mai 1886).
- Irchi Kazak, poète russe de langue koumyk.

## Principaux décès
- 8 décembre : Benjamin Constant, homme politique et écrivain franco-suisse (° 25 octobre 1767).